# Me, Myself and I (píseň, Beyoncé)
„Me, Myself and I“ je píseň americké zpěvačky Beyoncé, pocházející z její debutové desky Dangerously in Love. 16. prosince roku 2003 byla píseň vydána jako singl a umístila na 4. místě Billboard Hot 100.

## Téma písně
V rozhovoru pro MTV News řekla zpěvačka písni: „...je hlavně o dívce, která si nevybrala dobrého přítele a on jí zrazuje. Občas se dívky cítí hloupě a obviňují se. Je to hlavně proto, že své přítele milují a nechtějí aby odešli. Ta píseň oslavuje rozchody.“[zdroj⁠?!]

## Pozice v žebříčcích
| Žebříček (2004)               | Nejvyšší pozice |
| ----------------------------- | --------------- |
| Australian ARIA Singles Chart | 11.             |
| Austrian Singles Chart        | 51.             |
| Belgian Singles Chart         | 49.             |
| Canadian Hot 100              | 7.              |
| Dutch Top 40                  | 14.             |
| Eurochart Hot 100 Singles     | 32.             |
| French Singles Chart          | 45.             |
| German Singles Chart          | 35.             |
| Irish Singles Chart           | 21.             |
| Italian Singles Chart         | 25.             |

| Žebříček (2004)                    | Nejvyšší pozice |
| ---------------------------------- | --------------- |
| New Zealand RIANZ Singles Chart    | 18.             |
| Romanian Singles Chart             | 91.             |
| Swedish Singles Chart              | 43.             |
| Swiss Singles Chart                | 41.             |
| UK Singles Chart                   | 11.             |
| Us Billboard Hot 100               | 4               |
| Us Billboard Hot R&B/Hip-Hop Songs | 2.              |
| Us Billboard Top 40 Tracks         | 16.             |
| Us Billboard Top 40 Mainstream     | 18.             |
| Us Billboard Rhytmic Top 40        | 8.              |